# Nanognathia exigua
Nanognathia exigua är en djurart som tillhör fylumet käkmaskar, och som beskrevs av Wolfgang Sterrer 1972. Nanognathia exigua ingår i släktet Nanognathia och familjen Onychognathiidae. Inga underarter finns listade i Catalogue of Life.